# Боровский, Владимир Рудольфович
Влади́мир Рудо́льфович Боро́вский (6 июля 1926 — 1 апреля 2008) — советский учёный в области теплофизики, профессор (1983). Доктор технических наук (1973). Академик Академии технологических наук Украины (1992). Заслуженный деятель науки и техники Украины (1998). Лауреат Государственной премии СССР (1984).

## Биография
В 1948 году Владимир Рудольфович окончил Киевский политехнический институт.
С 1954 по 1990 год Владимир Боровский работал в Институте технической теплофизики НАН Украины. В 1990 году он стал директором научно-технологичного центра.

## Научная деятельность

### Патенты
- Способ производства продукта из сои, заменяющего орех (патент РФ № 2020834).

### Публикации
- Исследование процесса сушки шелковых нитей в целях его интенсификации [Текст] : Автореферат дис. на соискание учен. степени кандидата техн. наук / М-во высш. и сред. спец. образования РСФСР. Моск. текстильный ин-т. — Москва : [б. и.], 1960.
- Новый метод сушки коконов высокотемпературным влажным теплоносителем [Текст] / В. Р. Боровский, М. Д. Коросташ, Л. М. Мишнаевский ; Киевский обл. межотраслевой совет науч.-техн. обществ. Киевское обл. правл. НТО сел. хозяйства. — Киев : [б. и.], 1964.
- Владимир Рудольфович Боровский, Виталий Александрович Шелиманов. Теплообмен цилиндрических тел малых радюсов и их систем. — Наук. думка, 1985. — 205 с.

## Награды
- «Знак Почета»;
- Лауреат Государственной премии СССР (1984);
- Заслуженный деятель науки и техники Украины (1998).